# Bernard Raffalli
Pour les articles homonymes, voir Raffalli.
Bernard Raffalli, né à Calvi le 21 janvier 1941 et mort à Paris 12e le 22 octobre 2002,, est un enseignant-chercheur à l'université Paris-Sorbonne, critique littéraire, journaliste, éditeur et écrivain français.

## Biographie
Agrégé de lettres modernes, il est d'abord enseignant au collège François-Ponsard (alors lycée) de Vienne (Isère), avant de devenir directeur de l'Institut français de Cracovie de 1966 à 1968. Il est ensuite maître-assistant puis maître de conférences à la Sorbonne, spécialiste de la littérature des XVIe et XVIIe siècles et de Marcel Proust.
Comme journaliste, il est chroniqueur de théâtre au Monde, et critique de danse aux Saisons de la danse et à Têtu.
Comme éditeur, il est connu pour ses participations à la collection « Bouquins » dont, notamment, sa collaboration à l'édition d'À la recherche du temps perdu en trois volumes (1987), récompensée par un Prix de l'Académie française en 1988,.
Il est l'auteur d'articles de l'Encyclopædia Universalis comme Ajaccio et Bastia.